# Eois operbula
Eois operbula là một loài bướm đêm trong họ Geometridae.